# گروه بی‌ام‌کی
گروه بی‌ام‌کی (انگلیسی: BMK Group) شرکت الکترونیک آلمانی است، که در سال ۱۹۹۴ تأسیس شد.